# Triplophysa macrophthalma
Triplophysa macrophthalma är en fiskart som beskrevs av Zhu och Guo, 1985. Triplophysa macrophthalma ingår i släktet Triplophysa och familjen grönlingsfiskar. Inga underarter finns listade i Catalogue of Life.